# Menhir von Llanfaethlu
Der Menhir von Llanfaethlu (englisch Standing stone – auch Capel Soar genannt) ist ein bronzezeitlicher Menhir südöstlich von Llanfaethlu, im Nordwesten der Insel Anglesey, in Powys in Wales.
Der Menhir befindet sich unmittelbar östlich der Straße A5025, die Llanfaethlu mit dem Dorf Llanfachraeth verbindet. Es steht auf einem Feld, neben einer Baptistenkapelle (Capel Soar). Der mit Flechten bewachsene Stein ist 3,1 m hoch, 1,7 m breit und 40 cm dick.
In der Nähe liegt die Llynnon Mill.
2014 begonnene Ausgrabungen erbrachten vier 4000 Jahre alte, bis zu 21,6 m lange Hausgrundrisse einer der ersten Siedlungen auf der Insel.